# وندیز کمپانی
وندیز کمپانی (انگلیسی: The Wendy's Company) شرکت رستوران‌های زنجیره‌ای آمریکایی است، که در سال ۱۸۸۴ تأسیس شد.